# Kurt Schaumann (Filmemacher)
Kurt Franz Willi Schaumann (* 20. Januar 1909 in Schöneberg bei Berlin; † 16. September 1970 in Soest) war ein deutscher Amateurfilmer. 
Seit 1949 wohnhaft in Soest und tätig als Lehrer am dortigen Aldegrever-Gymnasium, drehte er zahlreiche Filme bzw. Kurzfilme, die insbesondere den Themenkreis Kunst und Künstler zum Inhalt hatten (Filme u. a. über Otto Modersohn und Hans Kaiser). Schaumanns Werke wurden zum Beispiel in Cannes, Kattowitz, Tunis, Helsinki, Wien, Johannesburg ausgezeichnet. Besonders erfolgreich war sein Film über den Dadaismus („Da Da Chronik des Dadaismus“ (1961)). Sein Engagement ging aber auch über die Bearbeitung des Kunstthemas hinaus, wie sich etwa an seinem Film „Wartesaal mit/ohne Hoffnung“ (1967) ablesen lässt, der in Zusammenarbeit mit dem Psychiater Heinz Schultka am psychiatrischen Landeskrankenhaus in Eickelborn (heute Lippstadt-Eickelborn) entstand und sich mit den Veränderungen im modernen stationären Psychiatriewesen beschäftigt.